# Barry Pepper
Barry Robert Pepper (* 4. dubna 1970, Campbell River, Britská Kolumbie, Kanada) je kanadský herec, který se proslavil díky rolím ve filmech Zachraňte vojína Ryana (1998), Zelená míle (1999), 61* (2001), Vlajky našich otců (2006), Sedm životů (2008), Osudné rozhodnutí (2009), Opravdová kuráž (2010), Osamělý jezdec (2013), Labyrint: Zkoušky ohněm (2015), Labyrint: Vražedná léčba (2018) a Nabarvené ptáče (2019). Byl nominovaní na ceny SAG Awards a Zlatý glóbus.
V roce 2011 získal cenu Emmy v kategorii nejlepší mužský herecký výkon v hlavní roli v minisérii nebo TV filmu za zobrazení Roberta F. Kennedyho v minisérii Kennedyové.